# Gang of Four
Gang of Four foi uma banda pós-punk britânica formada em Leeds. Faziam parte da formação original o cantor Jon King, o guitarrista Andy Gill, o baixista Dave Allen e o baterista Hugo Burnham. Estiveram totalmente ativos entre os anos de 1977 e 1984, reapareceram durante a década de 1990 por duas vezes com King e Gill. Em 2005 reuniram a formação inicial.
A banda toca um mix despojado de punk rock, funk e dub, com destaque para as mazelas sociais e políticas da sociedade. O álbum Entertainment!, foi ranqueado como quinto melhor álbum punk de todos os tempos e na posição 483 na Lista dos 500 melhores álbuns de sempre da revista Rolling Stone. O álbum foi listado pela Pitchfork Media como o 8º melhor álbum dos anos 1970. David Fricke da Rolling Stone descreveu Gang of Four como  "provavelmente a melhor banda motivada politicamente do rock & roll."
Por volta do ano de 2004, a popularidade da banda ressurgiu com o sucesso de novas bandas influenciadas pelo pós-punk como The Rapture, Liars e Radio 4, e depois, a fama de Franz Ferdinand e Bloc Party, gerando um interesse renovado da revista NME. A formação original com Burnham/Allen/Gill/King se reuniu novamente em novembro de 2004. Em outubro do ano seguinte o Gang of Four lançou um novo álbum com regravações das músicas dos álbuns Entertainment!, Solid Gold e Songs of the Free, com o nome de Return the Gift, além de um álbum de remixes.
Em 20 de abril de 2018, a banda lançou um EP intitulado Complicit, que apresenta a formação de Gill Sterry e foi produzido por Ben Hillier.

## Discografia

### Álbuns
- Entertainment! (1979)
- Yellow EP (1980)
- Solid Gold (1981)
- Another Day/Another Dollar (1982)
- Songs of the Free (1982)
- Hard (1983)
- At the Palace (1984)
- Mall (1991)
- Shrinkwrapped (1995)
- Return the Gift (2005) (regravação de músicas antigas)
- Content (2011)
- What Happens Next (2015)
- Happy Now (2019)